# Axiocerses ugandana
Axiocerses ugandana är en fjärilsart som beskrevs av Clench 1963. Axiocerses ugandana ingår i släktet Axiocerses och familjen juvelvingar. Inga underarter finns listade i Catalogue of Life.